# Pável Anósov
Pável Petróvich Anósov Па́вел Петро́вич Ано́сов (Tver, 29 de juniojul./ 10 de julio de 1799greg.-Omsk, 13 de mayojul./ 25 de mayo de 1851greg.) fue un ingeniero metalúrgico redescubridor del proceso de manufactura de un acero especial, denominado acero bulat.

## Biografía
Anósov entró como cadete en la Escuela Minera de San Petersburgo en 1810, lugar donde el acero de Damasco de las espadas se exhibía en cajas de muestrario. Por aquel entonces se empezó a entusiasmar con el mundo de las espadas. En noviembre del año 1817 fue destinado a las factorías de Zlatoust, que son una región minera en el sur de los montes Urales, lugar donde llegaría a ser ascendido al cargo de inspector del "departamento de decoración de armas".
En este lugar volvió a tener contacto con el acero adamasquinado de origen europeo (acero que no era nada más que acero de soldadura y no muy similar), pronto se encontró que este acero no era de tanta calidad como el original procedente de Oriente Medio. Anosov se puso a trabajar con diversas técnicas de templado y decidió duplicar el templado del acero de Damasco. De esta forma desarrolló un método que incrementó la dureza de sus aceros.

## Literatura
- Bogachev, I. N. 1952. "Pavel Petrovich Anosov and the Secret of Damascus Steel". Mashgiz. (Traducido del ruso para los Smithsonian Institution Libraries, 1986.)